# Radroute Nahe-Hunsrück-Mosel
De Radroute Nahe-Hunsrück-Mosel (Nahe-Hunsrück-Moezelfietsroute) is een langeafstandsfietsroute in Duitsland. De route is een verbinding tussen de Nahe en Moezel dwars door de Hunsrück. De route verbindt de Naheradweg en de Moselradweg met elkaar. De route is 90 km lang en is in twee richtingen bewegwijzerd. Soms worden Bingen am Rhein en Trier aangehouden als start en finish (lengte dan 207 km), maar dan wordt gebruik gemaakt van de bewegwijzering van Nahe- en Moselradweg op de delen langs deze rivieren. Het deel tussen de rivieren kent een eigen bewegwijzering.

## Aansluitingen met andere routes
- In Fischbach kan worden aangesloten op de Naheradweg.
- In Neumagen-Dhron kan worden aangesloten op de Moselradweg.